# Marikunte, Jagalur
Marikunte là một làng thuộc tehsil Jagalur, huyện Davanagere, bang Karnataka, Ấn Độ.